# Nürnberger Hof (facción)
Nürnberger Hof era el nombre de una facción política de la izquierda moderada en la Asamblea Nacional de Fráncfort existente desde septiembre de 1848.

## Nombre y miembros
Como ocurre con la mayoría de las facciones de la Asamblea Nacional, el nombre se refiere al lugar de reunión habitual de los miembros de la facción, en este caso el Nürnberger Hof en Fráncfort del Meno.
La facción era una división moderada de la facción de izquierda Deutscher Hof en torno a Bernhard Eisenstuck, Georg Friedrich Kolb, Wilhelm Loewe y Emil Adolf Roßmäßler. Sus miembros ganaron particular importancia en la campaña para la Constitución del Reich y en el mantenimiento de la Asamblea Nacional como unRumpfparlament.
La facción del mismo nombre, que se separó del Weidenbusch cerca del final del parlamento, incluía a los exmiembros de la Württemberger Hof y Neu-Westendhall, así como a miembros individuales de las facciones de Landsberg y Augsburger Hof, es decir, que también tenían posiciones de centroizquierda. Estos incluyeron a Karl Biedermann, Gabriel Riesser y Christian Friedrich Wurm.